# Die Berühmten (Buchreihe)
Die Berühmten war eine von 2009 bis 2011 erschienene populärwissenschaftliche Sachbuchreihe zu kulturgeschichtlichen Themen im Verlag Philipp von Zabern, in der 7 Bände erschienen.
Vom Verlag als lexikalische Lesebücher bezeichnet, bieten die Bände der Reihe einen Überblick über die subjektiv jeweils wichtigsten Vertreter einer bestimmten Gattung oder Epoche der Kunst-, Kultur- oder Literaturgeschichte. Dem Programm des Verlages gemäß bildet die antike Kultur hierbei einen Schwerpunkt.
Die erscheinenden Werke wurden speziell für diese Reihe verfasst und sind deutsche Ersterscheinungen.

## Bandverzeichnis
| Titel                                            | Autor             | Erscheinungsjahr | ISBN                   |
| ------------------------------------------------ | ----------------- | ---------------- | ---------------------- |
| Archäologen                                      | Andrea Rottloff   | 2009             | ISBN 978-3-8053-4063-2 |
| Liebschaften der Antike                          | Angelika Dierichs | 2010             | ISBN 978-3-8053-4172-1 |
| Römische Schriftsteller                          | Cornelius Hartz   | 2010             | ISBN 978-3-8053-4067-0 |
| Griechische Schriftsteller                       | Rainer Nickel     | 2010             | ISBN 978-3-8053-4242-1 |
| Schauspieler. Von der Antike bis zur Renaissance | Andrea Rottloff   | 2010             | ISBN 978-3-8053-4225-4 |
| Griechische Bildhauer                            | Martin Flashar    | 2011             | ISBN 978-3-8053-4183-7 |
| Schauspieler. Vom Barock bis heute               | Andrea Rottloff   | 2011             | ISBN 978-3-8053-4280-3 |